# St. Louisville (Ohio)
St. Louisville és una població dels Estats Units a l'estat d'Ohio. Segons el cens del 2000 tenia 346 habitants.

## Demografia
Segons el cens del 2000, St. Louisville tenia 346 habitants, 119 habitatges, i 96 famílies. La densitat de població era de 534,4 habitants per km².
Dels 119 habitatges en un 38,7% hi vivien nens de menys de 18 anys, en un 63,9% hi vivien parelles casades, en un 12,6% dones solteres, i en un 19,3% no eren unitats familiars. En el 16% dels habitatges hi vivien persones soles el 5,9% de les quals corresponia a persones de 65 anys o més que vivien soles. El nombre mitjà de persones vivint en cada habitatge era de 2,91 i el nombre mitjà de persones que vivien en cada família era de 3,2.
Per edats la població es repartia de la següent manera: un 29,2% tenia menys de 18 anys, un 8,7% entre 18 i 24, un 28% entre 25 i 44, un 23,7% de 45 a 60 i un 10,4% 65 anys o més.
L'edat mediana era de 35 anys. Per cada 100 dones de 18 o més anys hi havia 97,6 homes.
La renda mediana per habitatge era de 42.250 $ i la renda mediana per família de 43.500 $. Els homes tenien una renda mediana de 34.688 $ mentre que les dones 25.469 $. La renda per capita de la població era de 13.995 $. Aproximadament el 5,6% de les famílies i el 7,5% de la població estaven per davall del llindar de pobresa.

## Poblacions properes
El següent diagrama mostra les poblacions més properes.